# Wadowice Górne
Pour la commune, voir Wadowice Górne (gmina).
Wadowice Górne est une localité polonaise, siège de la gmina de Wadowice Górne, située dans le powiat de Mielec en voïvodie des Basses-Carpates.